# شمشیر ایرانی

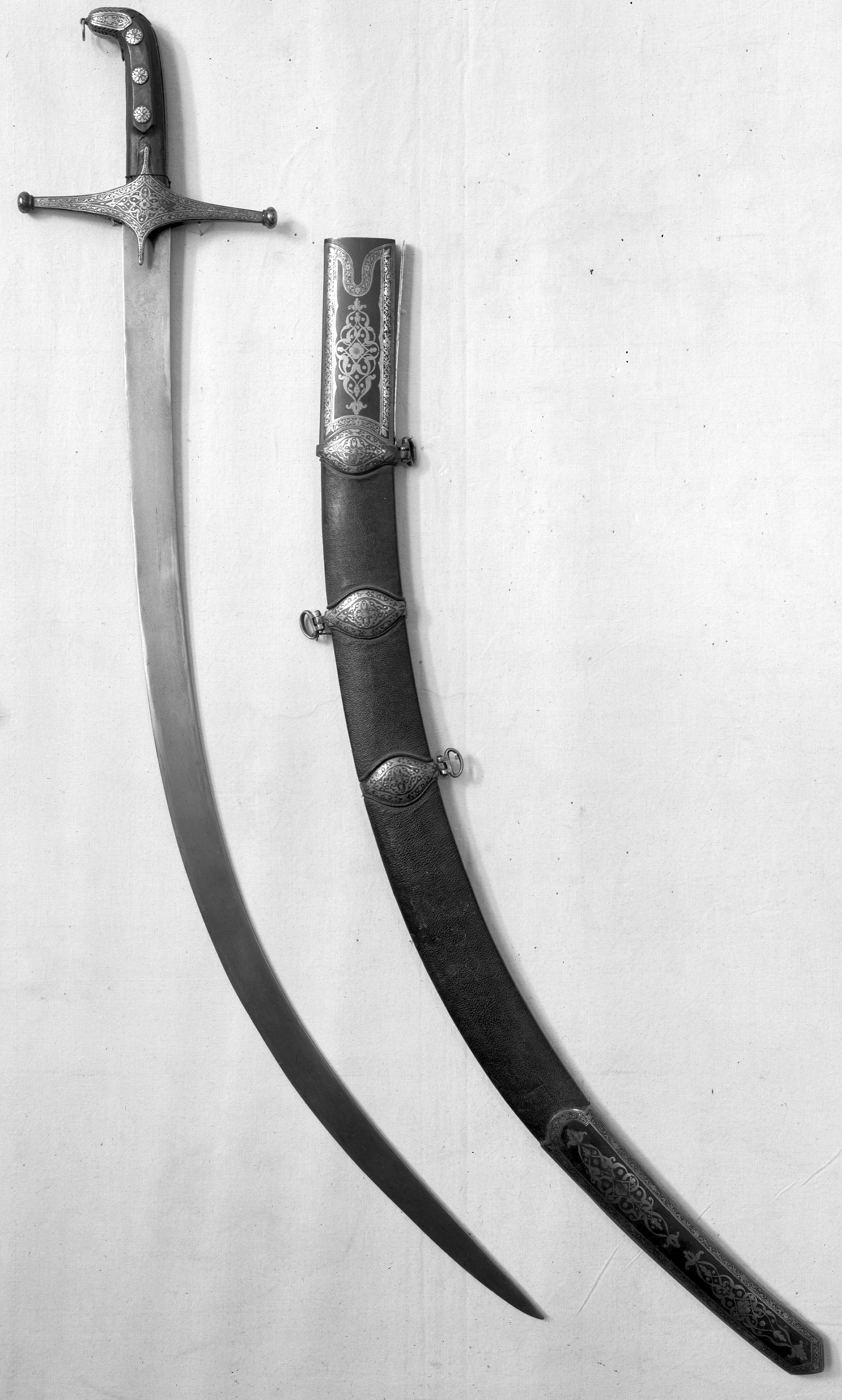
یک شمشیر ایرانی با غلاف

شمشیر ایرانی به شمشیرهای ساخت ایران گفته می‌شود که اغلب منحنی بودند و در قرن نهم مورد استفاده ایرانیان قرار گرفتند. در خارج از ایران برای این شمشیرها از کلمه فارسی شمشیر (به انگلیسی: Shamshir) استفاده می‌شود.
شمشیرهای ایرانی در دوره‌های باستان شامل آکیناکه و شمشیرهای صاف و دو لبهٔ ساسانی می‌شد.

## تاریخچه

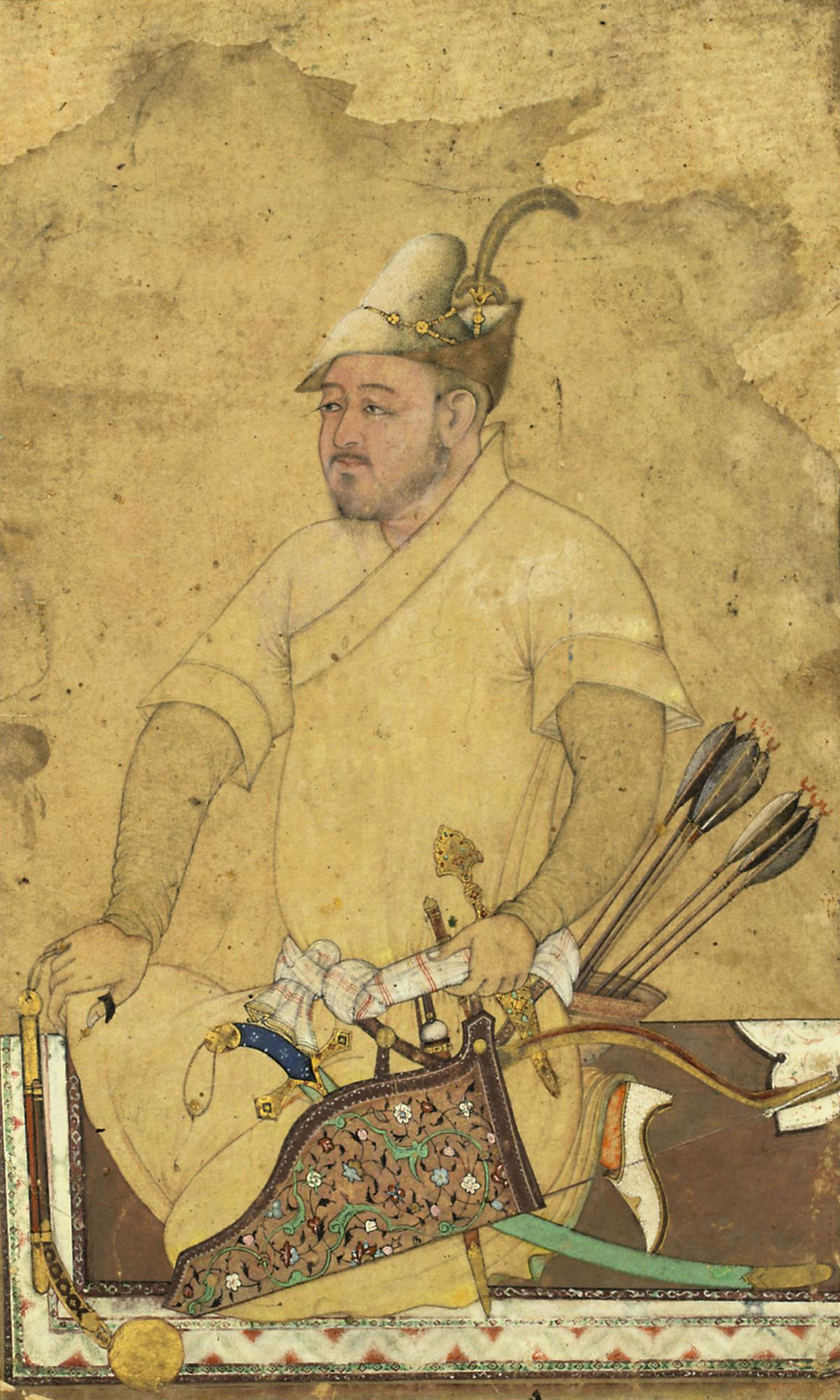
جنگجوی ازبک مسلح به تیر و کمان، خنجر، گرز و شمشیر ایرانی

در اصل شمشیرهای ایرانی مستقیم و دولبه بودند (آکیناکه). تیغه‌های شمشیر خمیده در اصل از آسیای میانه بودند. در مورد اینکه این تیغه‌های خمیده چه زمانی برای اولین بار از آسیای میانه به ایران وارد شده‌اند و در چه دوره‌ای پذیرفته شده و به شمشیر قابل تشخیص تبدیل شده‌اند، بین مورخان اختلاف نظر وجود دارد. تیغه‌های خمیده در قرن ۹ در ایران ظاهر شد، هنگامی که این سلاح‌ها توسط سربازان در منطقه خراسان آسیای مرکزی استفاده می‌شد اما مورد استقبال گسترده قرار نگرفت. شمشیری که اکنون در خارج از ایران «شمشیر» نامیده می‌شود، پس از نفوذ ترکان سلجوقی در قرن دوازدهم، حمله مغول‌ها به قرن سیزدهم و سرانجام شکل متمایز از شمشیرهای اولیه تا قرن شانزدهم در ایران ایجاد شد. شمشیر در ترکیه (کیلیج)، امپراتوری گورکانیان (تلوار) و جهان عرب (سیف) نام داشت. با گذشت سال‌ها ممکن است تیغه‌ها در هند یا امپراتوری عثمانی تولید شده و دوباره در ایران نصب شوند و برعکس منجر به شمشیرهای نژادی شوند.